# Wohnsiedlung Hornbach
Die Wohnsiedlung Hornbach ist eine kommunale Wohnsiedlung der Stadt Zürich im Quartier Seefeld, die im Februar 2021 bezogen wurde.

## Bauten

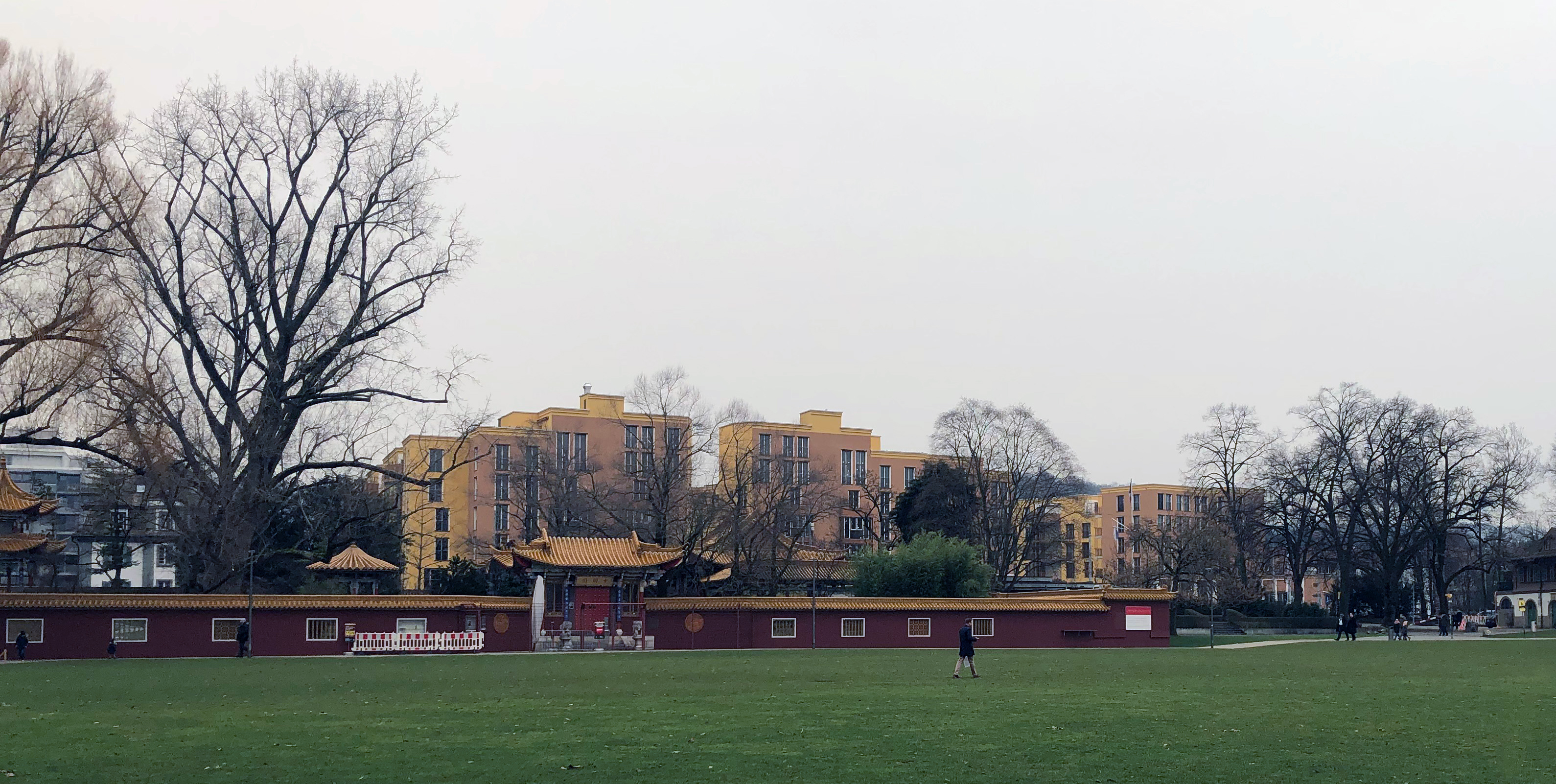
Blick vom Park am Seeufer zum Chinagarten und der dahinterliegenden Hornbachsiednlung

Die Siedlung besteht aus zwei Teilen entlang der Hornbachstrasse bei der Kreuzung mit der Bellerivestrasse. Der entlang der Hornbachstrasse durch die Siedlung fliessende Hornbach unterquert die Bellerivestrasse und fliesst auf deren anderen Seite durch den Park am Zürichhorn in den Zürichsee.
Auf dem langgezogenen 4552 m² grossen Grundstück auf der Südseite der Hornbachstrasse steht eine Zeile Mehrfamilienhäuser, auf dem ungefähr quadratische 4902 m² grossen Grundstück auf der Nordseite eine offene Blockrandbebauung. Die Häuser haben fünf bis sechs Geschosse. In der Siedlung sind 125 Wohnungen mit 1 1⁄2 bis 5 1⁄2-Zimmern und sogenannte Clusterwohnungen untergebracht. Gegen die Bellerivestrasse sind Ateliers, Ladenlokale und Gewerberäume angeordnet. Auf dem nördlichen Teil der Bebauung ist ein Werkhof der Grün Stadt Zürich untergebracht.

## Geschichte
Angeregt durch eine Motion im Gemeinderat plante die Stadt Zürich eine kommunale Siedlung, um günstigen Wohnraum in Riesbach zu schaffen. In diesem für hohe Mieten bekannten Stadtteil gab es nur eine städtische Siedlung, womit der Anteil gemeinnütziger Wohnungen tief war. Die Grundstücke am Hornbach gehören zu den wenigen für ein solches Projekt nutzbaren Areale. Auf ihnen wurden mit der Überbauung Wohnungen, Betreuungsstätte, Werkareale Gewerbe untergebracht.
Aus dem 2011 durchgeführten Projektwettbewerb ging das anfangs 2012 vorgestellte Siegerprojekt des Architekturbüros Knapkiewicz & Fickert hervor.
Die Stimmbürger der Stadt nahmen am 14. Juni 2014 die Vorlage über einen Kredit von 100,7 Millionen Franken zum Bau der Siedlung mit 66 % Ja-Anteil an.